# Сен-Пьер, Шарль

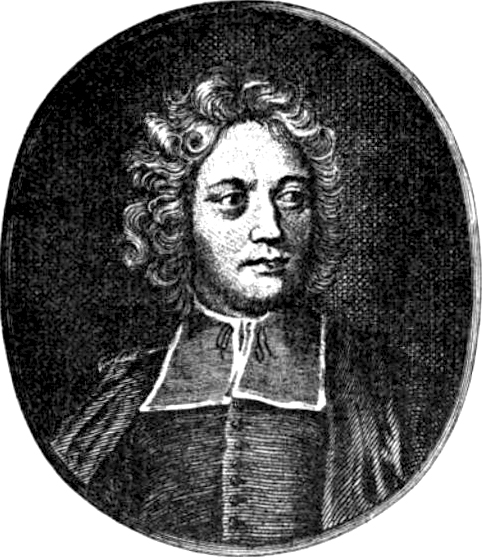

Шарль-Ирене́ Касте́ль, аббат Сен-Пьер (фр. Charles-Irénée Castel, abbé de Saint-Pierre; 18 февраля 1658, Сен-Пьер-Эглиз — 29 апреля 1743, Париж) — известный французский публицист, один из виднейших поборников идеи вечного мира.
Явившись в конце XVII в. в Париж, он сблизился с Сегре, Николем, Мальбраншем, Фонтенелем. Герцогиня Орлеанская сделала его своим духовником, а кардинал Мельхиор де Полиньяк взял с собой на Утрехтский конгресс, который и внушил аббату идею его знаменитой книги «Проект вечного мира» (Projet de paix perpétuelle, 1713).
Той же идеей умиротворения проникнуты его «Рассуждения о полисинодии» (Discours sur la polysynodie, 1718), где он смело отказывает Людовику XIV в имени Великого за несправедливые войны и за отмену Нантского эдикта. За это он был исключен из Академии, и Мопертюи, его заместителю, было воспрещено произнести ему традиционный панегирик. Это не смутило восторженного человеколюбца (Сен-Пьер ввёл во французский язык слово «bienfaisance», откуда и русское «благотворительность»); в течение многих лет он продолжал в салонах и в печати излагать свои филантропические утопии.